# Delta de la rivière des Perles
Pour les articles homonymes, voir Tour de la Rivière des Perles et Rivière des Perles.

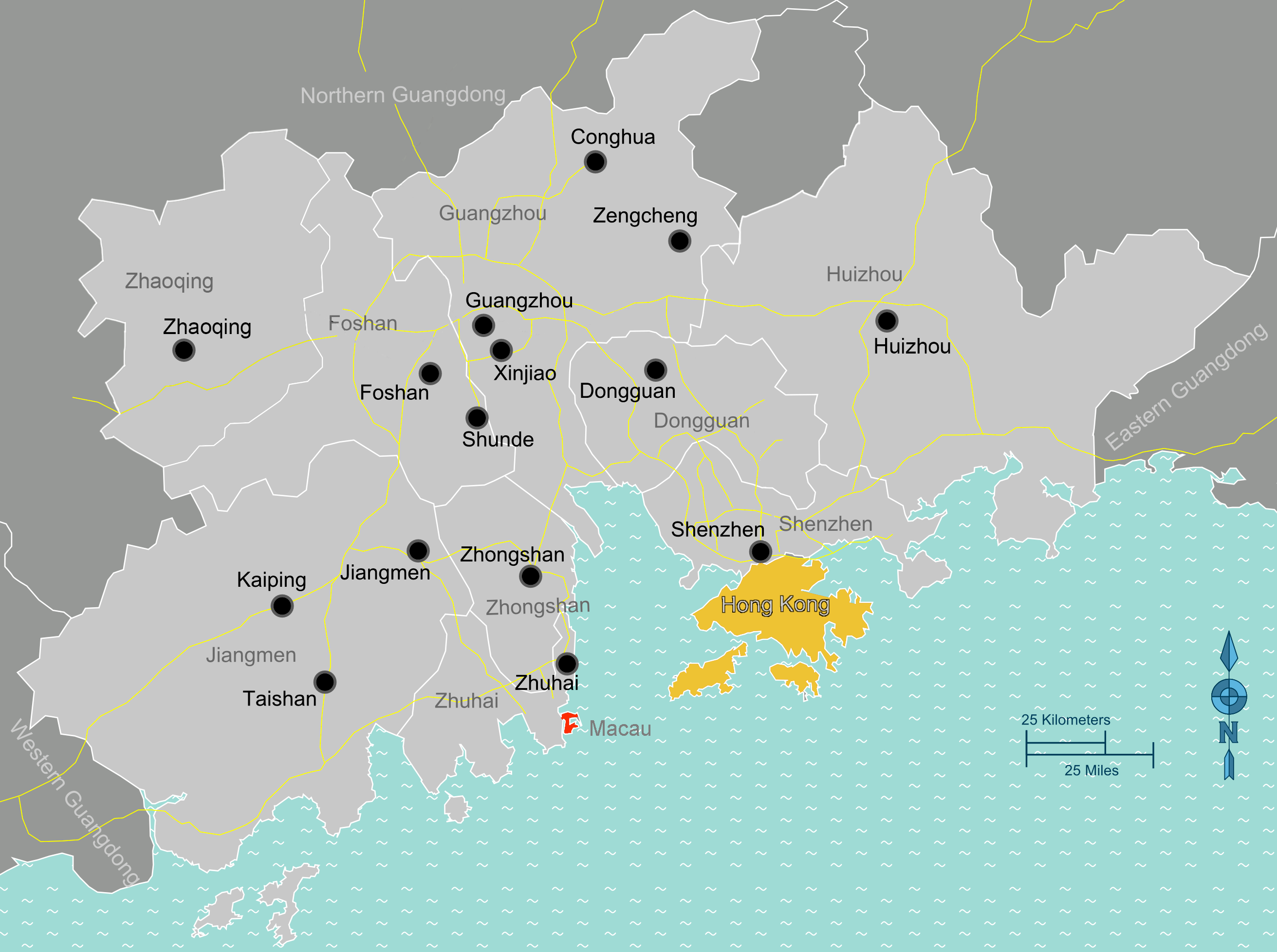
Découpage administratif de la région

Le delta de la rivière des Perles (chinois : 珠江三角洲 ; pinyin : Zhūjiāng Sānjiǎozhōu ; Wade : Chu¹chiang¹ San¹chiao³chou¹ ; cantonais Jyutping : Zyu¹gong¹Saam¹gok³zau¹ ; cantonais Yale : Jyūgōng Sāamgokjāu), est une plaine deltaïque située au centre du Guangdong, dans le sud de la Chine. Elle est formée par de nombreux cours d'eau, le plus important étant le Xijiang, et la rivière des Perles proprement dite fait partie du delta.

## Zone économique
La zone économique du delta de la rivière des Perles (chinois simplifié : 珠江三角洲经济区 ; pinyin : Zhujiang Sānjiǎozhōu Jīngjìqū ; Wade : Chu¹chiang¹ San¹chiao³chou¹ ching¹chi⁴ch'ü¹ ; cantonais Jyutping : Zyu¹gong¹Saam¹gok³zau¹ ; cantonais Yale : Jyūgōng Sāamgokjāu) est la région la plus dynamique sur le plan économique de la Chine continentale depuis le lancement du programme de réforme de la Chine en 1979.
Les villes importantes du delta de la rivière des Perles sont, classées par population et par ordre décroissant, Shenzhen, Dongguan, Foshan, Hong Kong, Huizhou, Zhaoqing, Jiangmen, Zhongshan, Zhuhai et Macao. Cette région métropolitaine économiquement importante sur le delta de la rivière des Perles avec les onze villes susmentionnées — et Guangzhou (Canton) — est également officiellement connue sous le nom de région de la Grande Baie de Guangdong-Hong Kong-Macao, « GBA (Guangdong-Hong Kong-Macao Greater Bay Area) » (粤港澳大湾区 en chinois simplifié) - 粵 港澳 大 灣區 / 港澳 大 湾区, ou région de la grande baie - 大灣區 / 大 湾区,.

Les trois mégalopoles chinoises: Bohai/Pékin (jaune), Yangzi (bleu) et Perles (gris).

Cette zone économique est donc une mégalopole, la mégalopole du delta de la Rivière des Perles, avec un développement futur en une seule mégazone métropolitaine, la région de la Grande Baie de Guangdong-Hong Kong-Macao. Elle-même se trouve à l'extrémité sud d'une autre mégalopole qui longe la côte sud de la Chine, et qui comprend des métropoles telles que Chaoshan, Zhangzhou-Xiamen, Quanzhou-Putian et Fuzhou. Selon le Groupe de la Banque mondiale, dès 2015 elle était devenue la plus grande zone urbaine du monde en taille et en population.
Le delta de la rivière des Perles comprend notamment Canton, la capitale provinciale, et Shenzhen, à la frontière de Hong Kong, qui fut l'une des premières zones de Chine communiste à s'ouvrir massivement aux échanges extérieurs au cours des années 1980. Hong Kong, au sud du delta, n'appartient pas à la plaine deltaïque et bénéficie d'un statut politique particulier ; cependant, cette ville joue un rôle clé dans l'économie régionale.
Sur le plan économique, la région de la Grande Baie de Guangdong-Hong Kong-Macao (en chinois : 粤港澳大湾区 ; en pinyin : Yuègǎngào dàwānqū) dépasse les limites physiques du delta, et englobe Hong Kong, Macao, ainsi que les villes-préfectures de Canton, Shenzhen, Dongguan, Foshan, Zhongshan, Zhuhai et Jiangmen, ainsi qu'une partie de celles de Huizhou et Zhaoqing. Cette zone s'étend sur environ 43 000 km2 et compte près de 65 millions d'habitants.
C’est l'une des régions les plus développées de Chine continentale avec le delta du Yangzi autour de Shanghai et la région Jing-jin-ji autour de Pékin. Elle dispose d'une industrie exportatrice particulièrement puissante. C'est aussi la conurbation la plus peuplée du monde en 2020, avec 65 701 102 hab.
Le gouvernement central de Pékin est en train de créer un « corridor d'innovation » afin de relier Canton (Guangzhou) à Hong Kong. Il s'agit du projet de la Grande baie (the Greater Bay area). Il est centré sur Shenzhen et son système productif. Il devrait accélérer l'intégration de toutes les capacités d'innovation et de production régionale. L'objectif à terme vise à faire du Delta un centre mondial d'innovation dans les nouvelles technologies numériques, comme le sont les baies de Tokyo, de San Francisco et de New York.

## Histoire
En 1979, le gouvernement central de la République populaire de Chine décide que la province du Guangdong sera autorisée à appliquer des politiques économiques moins restrictives et à créer trois zones économiques spéciales (ZES), dont deux dans le delta de la rivière des Perles, Shenzhen et Zhuhai. Les politiques préférentielles dans les ZES comprennent un certain nombre de caractéristiques conçues pour attirer l'investissement étranger, comme un taux de 15 % d'impôt, des congés fiscaux de cinq ans, et la possibilité de rapatrier les bénéfices des sociétés, et également de rapatrier les investissements en capital après une période de contrat. Cela inclut aussi la franchise de droits d’importation de matières premières et de biens intermédiaires destinés aux produits exportés, ainsi que l'exemption de taxes à l'exportation.
Les premières expériences du Guangdong avec cette réforme ont permis de développer une culture axée sur le marché plus tôt que dans d'autres places de la Chine continentale. À partir de 1979, la province de Guangdong a donné une plus grande autonomie politique et économique aux ZES que les autres provinces dans la Chine continentale, dans les domaines suivants : financement, fiscalité, investissements étrangers, commerce, distribution, répartition des matériaux et des ressources, travail, et prix. En 1988, le Guangdong s’est vu accorder des pouvoirs élargis pour définir sa propre direction économique, et a été désigné « zone de la réforme économique globale ». Cela a mené à la création de la Bourse de Shenzhen, au développement d'un système de location des terres, et d’une certaine privatisation du logement. Shenzhen est devenue un leader pour le marché des changes, le fonctionnement des banques étrangères, les réformes agraires, et le développement des marchés boursiers.
Le développement économique de la « Zone économique du delta de la rivière des Perles » a décollé avec l’institutionnalisation du programme de réforme. Le PIB de la région est passé d’un peu plus de 8 milliards de dollars américains en 1980 à plus de 89 milliards de dollars américains en 2000. Au cours de cette période, le taux réel moyen de croissance du PIB dans la Zone économique du delta de la rivière des Perles a dépassé 16 %, bien au-dessus de la moyenne nationale de la République populaire de Chine avec 9,8 %. Depuis le début du programme de réforme de la Chine, la Zone économique de la rivière des Perles a connu la plus forte croissance au monde. La région, autrefois largement agricole, a émergé comme plate-forme de fabrication d'importance mondiale. Elle est dominante au niveau mondial dans la production de produits électroniques, produits électriques, composants électriques et électroniques, montres et horloges, jouets, vêtements et textiles, produits en plastique, et une vaste gamme d'autres marchandises.
Pour les dix premières années du processus de réforme économique de la Chine, l'internationalisation de l'économie chinoise a été en grande partie un phénomène du delta de la rivière des Perles, à la production orientée vers l'exportation des entités étrangères à capitaux basés à Shenzhen, Dongguan, Guangzhou. Ces dernières années, l'environnement de développement pour les entreprises privées locales s'est considérablement amélioré, et elles jouent désormais un rôle croissant dans l'économie de la région. À cet égard, Shenzhen, Dongguan, Foshan, et d'autres parties de la Zone économique du delta de la rivière des Perles ont été au premier plan de développement du secteur privé en Chine.
Le plan 2008-2020, de la Commission de développement et réforme nationale chinoise, vise à renforcer le Plan Delta de la rivière des Perles en tant que « centre de fabrication de pointe et de services modernes, et comme un centre pour les envois internationaux, la logistique, le commerce, les conférences, les expositions et le tourisme ». Les objectifs comprennent le développement de deux à trois villes nouvelles dans la région, le développement de dix nouvelles entreprises multinationales, et l'expansion des transports routiers, ferroviaires, portuaires et des capacités aéroportuaires pour 2020. Ils comprennent la construction d'un pont de 29 km reliant Hong Kong, Macao et le Delta de la rivière des Perles, la construction de 3 000 km de routes pour 2012, et l'expansion ferroviaire de 1 099 km dès 2012 et 2 200 km depuis 2020.
Ce plan se concrétise depuis avec la création de la Grande Baie de Guangdong-Hong Kong-Macao, visant à concurrencer les grandes mégalopoles mondiales.

## Tableau
| Ville     | Hanzi        | Pinyin    | Yale      | Jyutping    | Population (2010) | Image | Information |
| --------- | ------------ | --------- | --------- | ----------- | ----------------- | ----- | --- |
| Guangzhou | 广州（廣州） | Guǎngzhōu | Gwóngjāu  | Gwong2zau1  | 12 700 800        |       | Connue également sous le nom de Canton, Guangzhou est la capitale de la province de Guangdong. C'est un port sur la rivière des Perles, navigable vers la Mer de Chine du Sud, à environ 120 km (75 miles) au nord-ouest de Hong Kong. |
| Shenzhen  | 深圳         | Shēnzhèn  | Sāmjan    | Sam1zan3    | 10 357 938        |       | Shenzhen, ancien village de pêcheurs, choisie par Deng Xiaoping pour devenir la première Zone Économique Spéciale (SEZ) de Chine. Depuis la fin des années 1970, c'est une des villes les plus dynamiques du monde, grâce à sa proximité de Hong Kong, colonie britannique jusqu'en 1997. C'est aussi un des plus grands ports de conteneurs au monde, derrière Shanghai. |
| Hong Kong | 香港         | Xiānggǎng | Hēunggóng | Hoeng1gong2 | 7 061 200         |       | L'île de Hong Kong est d'abord occupée par les forces britanniques en 1841, puis officiellement cédée (avec ses dépendances) par la Chine au Traité de Nankin. Hong Kong reste une colonie de la couronne du Royaume-Uni jusqu'en 1997, où elle redevient chinoise. Hong Kong est connue comme un centre important de la finance internationale, et de la culture. |
| Dongguan  | 东莞（東莞） | Dōngguǎn  | Dūnggún   | Dung1gun2   | 8 220 237         |       | Dongguan est entouré au nord par la capitale provinciale, Guangzhou, au nord-est par Huizhou, au sud par Shenzhen, et à l'ouest par la rivière des Perles. Son volontarisme commercial se manifeste aussi par le plus grand centre commercial au monde, le South China Mall. |
| Foshan    | 佛山         | Fóshān    | Fātsāan   | Fat1saan1   | 7 194 311         |       | Foshan est une ancienne ville, célèbre pour ses porcelaines. C'est maintenant la quatrième plus grande ville du Guangdong. La ville, relativement riche pour la Chine, abrite de nombreuses grandes entreprises privées. Foshan a participé récemment à la transformation introduite par l'essor économique de la République populaire de Chine. L'administration de la ville est considérée comme particulièrement progressive dans la recherche des investissements étrangers directs, en particulier dans le district de Nanhai. Le réseau de métro Guangzhou-Foshan contribue au développement. |
| Jiangmen  | 江门（江門） | Jiāngmén  | Gōngmùhn  | Gong1mun4   | 4 448 871         |       | Le port de Jiangmen est le second port fluvial de la province. Le gouvernement local veut développer une zone portuaire industrielle, avec industries lourdes. Le port de Jiangmen était connu sous le nom de Kong-Moon, quand il fut forcé de s'ouvrir au commerce occidental en 1902. Un héritage de cette période est le quartier de bord de fleuve, avec ses bâtiments de style colonial. La ville a un projet de rénovation en cours. |
| Huizhou   | 惠州         | Hùizhōu   | Waihjāu   | Wai6zau1    | 4 597 002         |       | Huizhou, la ville la plus orientale de la région du Delta de la rivière des Perles, est connue pour son Lac de l'Ouest. Huizhou a su bénéficier de la réforme économique chinoise de la fin des années 1980, attirant les investissements de Hong Kong et Taiwan. Huizhou veut installer une industrie pétrochimique de niveau mondial, et devenir une plaque tournante pour le développement de technologies de l'information, et le développement des exportations. |
| Zhongshan | 中山         | Zhōngshān | Jūngsāan  | Zung1saan1  | 3 120 884         |       | Zhongshan est une ville de taille moyenne, qui porte le nom du Dr. Sun Zhongshan (Sun Yat-sen), un « Père de la Chine moderne ». Zhongshan, à mi-chemin entre Guangzhou et Macao, est connue en Chine pour la fabrication de lampes et composants électriques. |
| Zhuhai    | 珠海         | Zhūhǎi    | Jyūhói    | Zyu1hoi2    | 1 560 229         |       | Zhuhai joue face à Macao un rôle semblable à celui de Shenzhen (face à Hong Kong), et devient une de premières zones économiques spéciales. Depuis la fin des années 1970, c'est une des villes très dynamiques du delta. |
| Macao     | 澳门（澳門） | Àomén     | Oumùhn    | Ou3mun4     | 552 503           |       | Macao a été le premier établissement portugais en Chine en 1557. Macao est resté colonie portugaise jusqu'en 1999, date de son retour à la Chine. Macao a développé une industrie touristique remarquable, avec une large variété d'hôtels, stations balnéaires, stades, restaurants, casinos, qui en font une des plus riches cités du monde. |

## Pollutions

### Généralités
Le Delta de la rivière des Perles (Pearl River Delta, PRD), région très urbanisée mais qui est aussi une région agricole et de pêche, est une région notoirement polluée, entre autres, par les métaux lourds (éléments-traces métalliques), mais aussi par des polluants organométalliques et organiques, et d'ailleurs autant dans l'eau que dans l'air et les sols. La pollution aux métaux lourds s'est accrue au cours des dernières décennies, avec le chrome et le thallium (un polluant hautement toxique). Les sédiments des zones humides côtières sont significativement contaminés par le Cadmium (Cd), le Zinc (Zn) et le Nickel (Ni). Déjà en 2012, avec le delta du Yangtsé, autour de Shanghaï et le golfe du Bohai au nord, le delta de la rivière des Perles faisait partie des 68 000 km2 de zones côtières chinoises « gravement polluées » où la situation était particulièrement dégradée du fait des activités industrielles (chiffres publiés le 27 mars 2013 sur le site internet du gouvernement chinois).
La région a un très fort taux d'humidité (atteignant souvent 90 % d'humidité), lié au climat maritime, mais le fréquent brouillard gris brun est, lui, un signe de la pollution atmosphérique induit lié aux importantes émissions polluantes des industries et populations.
Les dauphins blancs de Chine, de l'espèce Dauphin à bosse du Pacifique, qui habitent cette zone sont en grand danger. On peut les observer encore vers les îles de Lantau, Soko et Peng Chau. Le gouvernement de Hong Kong a publié un guide de bonne conduite pour la conservation de l'espèce. Le gouvernement chinois a instauré des zones de protection à Xiamen, dans la province voisine du Fujian.

### Voies vertes
Les villes nouvelles créées sur d'anciens villages de pêcheurs que sont Shenzhen et Zhuhai ont tout de même permis la création d'un urbanisme très vert, de nombreux arbres sont plantés le long des grandes avenues, et de nombreux parcs et jardins jalonnent ces villes. En plus des nombreuses pistes cyclables dans les villes, plusieurs centaines de kilomètres de pistes cyclables, nommées les « Voies vertes du Guangdong » (广东绿道, Guǎngdōng lǜdào) ont également été aménagées autour du delta et permettent d'en faire le tour et de visiter certains lieux touristiques. La voie verte no 5, par exemple - Guangdong Greenway Area Line 5- la ligne principale, mesure environ 165 kilomètres de long. Elle traverse la partie orientale du delta de la rivière des Perles, proposant des loisirs écologiques, à partir de la réserve naturelle de la montagne Huizhou Luofu au nord, en passant par Dongguan et Shenzhen, jusqu'à Shenzhen Yinhu Country Park au sud[réf. nécessaire].

### Eaux usées
Selon la Pearl River Water Resources Commission, l'industrie secondaire représentait[Quand ?] environ 46,3 % du total des eaux usées rejetées dans la région du delta. En octobre 2009, Greenpeace East Asia a publié un rapport intitulé « Poisoning the Pearl River » qui détaille les résultats d'une étude qui pointait que toutes les installations échantillonnées rejetaient des eaux usées contenant des produits chimiques ayant des propriétés dangereuses. Les industries polluantes comme l'industrie textile étaient particulièrement visées dans ces années là. Zengcheng - un quartier de la ville de Guangzhou - qui abrite plus de 4 000 entreprises de fabrication de textiles, en particulier de vêtements en jean, représente 70 % de la production totale de la Chine ou 30 % du monde. Xintang, une commune de Zengcheng, est même connue comme la « capitale mondiale du jean ». Dans l'exposé de Greenpeace en 2010, des images choquantes d'eaux usées de couleur bleue entrant dans les rivières locales et d'un environnement de travail toxique dans ces usines de jeans ont révélé le sale secret de l'industrie du vêtement. Le gouvernement du Guangdong s'est donc fixé pour objectif d'éliminer les masses d'eau de surface de catégorie V+ dans le delta de la rivière des Perles d'ici 2020. Les effluents des usines de traitement des eaux usées doivent également respecter des limites plus strictes
Le gouvernement du Guangdong s'est fixé pour objectif d'éliminer les masses d'eau de surface de catégorie V+ dans le delta d'ici 2020. Les effluents des usines de traitement des eaux usées doivent également respecter des limites plus strictes dans les normes de rejet pertinentes. L'amélioration du traitement et du recyclage des boues est également une tâche clé dans les années à venir. Tout cela nécessitera un meilleur suivi et davantage d'investissements dans les infrastructures et les nouvelles technologies. Selon le 13FYP, les besoins d'investissement totaux dans les infrastructures de traitement et de recyclage des eaux usées à travers la Chine au cours de la période 2016-2020 devraient s'élever à 564,4 milliards de RMB (82 milliards de dollars). Le Guangdong aura besoin de 39,8 milliards de RMB (5,8 milliards de dollars US). Le gouvernement a promu des modèles de PPP (partenariat public-privé) afin de mobiliser davantage d'investissements privés pour combler le déficit de financement.
Par ailleurs, Macao a confié au groupe SUEZ le traitement de ses eaux usées sur le site de Macao MSR III (Main Storage Reservoir), livré en 2015

### Air
Hong Kong et la province du Guangdong coopèrent, en 2021, avec l'ONG “CAN” à une réduction drastique des gaz et particules polluantes : Dioxyde de soufre (SO2), Oxyde d'azote (NOx), Composé organique volatil (COV) et Particules en suspension (PM10).

## Culture
La particularité de la culture cantonaise est la langue cantonaise et la cuisine cantonaise de renommée mondiale. La langue cantonaise est la langue officielle parlée dans les régions semi-autonomes de Hong Kong et de Macao. Dans le Guangdong et le Guangxi, le chinois mandarin est la langue officielle enseignée dans les écoles, mais le cantonais est -ou était- le plus utilisé dans la vie quotidienne en 2017.
La langue traditionnelle de la région est bien le cantonais ; mais à la fin du XXe siècle et au XXIe siècle, en raison de l'afflux important de travailleurs migrants venant d'autres régions, le mandarin l'usage du mandarin s'est également répandu comme langue parlée.